# حسن أمين (لاعب كرة قدم)
حسن أمين (11 أكتوبر 1991 بدارمشتات في ألمانيا - ) هو لاعب كرة قدم أفغاني في مركز الدفاع. شارك مع منتخب أفغانستان لكرة القدم. أما مع النوادي، فقد لعب مع دارمشتات 98 وفالدهوف مانهايم ونادي ساربروكن وEintracht Frankfurt II ‏.

## وصلات خارجية
- حسن أمين على موقع قاعدة بيانات كرة القدم.إي يو (الإنجليزية)
- حسن أمين على موقع بيانات كرة القدم. دي إي (الألمانية)
- حسن أمين على موقع ناشيونال فوتبول تيمز (الإنجليزية)
- حسن أمين على موقع Soccerway.com (الإنجليزية)
- حسن أمين على موقع عالم كرة القدم.نت (الإنجليزية)